# Сенат на Република Сръбска
Сенатът на Република Сръбска (на сръбски: Сенат Републике Српске) е най-висшият консултативен орган към конституционните институции на Република Сръбска. Той разглежда въпроси от особено значение за Република Сръбска – политически, национални, икономическо и културно развитие. Сенатът се състои от 55 члена, те са назначени от президента. За членове на Сената се назначават видни фигури от обществения, научен и културен живот. Организацията и функционирането на Сената се уреждат със закон.

## Заседания
Заседания на Сената след възстановяването на тази институция през 2009 година:
1. Първа сесия – 15 май 2009 година, Баня Лука
2. Втора сесия – 23 ноември 2009, Баня Лука